# 라인파르크 슈타디온
라인파르크 슈타디온(독일어: Rheinpark Stadion)은 리히텐슈타인 파두츠에 있는 국립 경기장이다. 리히텐슈타인 축구 국가대표팀과 리히텐슈타인 제1의 축구 클럽인 FC 파두츠의 홈 경기를 개최하고 있다.
첫 경기는 1998년 7월 31일에 열린 당시 리히텐슈타인컵 우승 팀이었던 FC 파두츠와 당시 독일 푸스발-분데스리가 우승 팀이었던 1. FC 카이저슬라우테른 간의 경기였으며, 카이저슬라우테른이 8 : 0으로 압승하였다. 라인강 연안에 위치해 있으며, 스위스 국경은 몇 미터 밖에 떨어져 있지 않다. 6,127명을 수용할 수 있으며, 이 경기장을 건설하는데 1,900만 스위스 프랑의 비용이 소요되었다.
한편, 리버풀이 올림피아코스와 2005년에 친선 경기를 가지기도 했다.

## 기록

### 2002년 FIFA 월드컵 유럽 지역 예선
| 날짜            | 팀 1         | 스코어 | 팀 2                  | 라운드 |
| --------------- | ------------ | ------ | --------------------- | ------ |
| 2000년 10월 7일 | 리히텐슈타인 | 0 - 1  | 오스트리아            | 7조    |
| 2001년 3월 28일 | 리히텐슈타인 | 0 - 3  | 보스니아 헤르체고비나 | 7조    |
| 2001년 6월 2일  | 리히텐슈타인 | 0 - 3  | 이스라엘              | 7조    |
| 2001년 9월 5일  | 리히텐슈타인 | 0 - 2  | 스페인                | 7조    |